# Luigi Pierini
Luigi Pierini (Roma, 26 gennaio 1932 – Roma, 20 settembre 2016) è stato un presbitero italiano appartenente alla Congregazione di San Giuseppe (Giuseppini del Murialdo). È stato Superiore Generale della Congregazione dal 1994 al 2006..

## Biografia
Luigi Pierini nacque a Roma il 26 gennaio 1932. Fu battezzato nella Chiesa di Santa Maria Immacolata e San Giovanni Berchmans nel quartiere Tiburtino, retta dalla Congregazione di San Giuseppe. Entrò giovanissimo nella congregazione, svolgendo il noviziato nel 1947 e professando i voti perpetui nel 1953.
Venne ordinato sacerdote il 21 settembre 1957 nella chiesa dell’Immacolata a Roma.
Durante la sua vita religiosa, padre Pierini operò principalmente nell’ambito dell’educazione e della formazione giovanile. Fu insegnante, prefetto di disciplina e vicedirettore in diverse opere giuseppine, tra cui quelle di Viterbo, Foggia, e San Giuseppe Vesuviano.

## Superiore Generale
Nel 1994 fu eletto Superiore Generale della Congregazione di San Giuseppe, incarico che mantenne per due mandati consecutivi fino al 2006. Durante il suo generalato, la congregazione operò in diversi continenti, proseguendo la missione educativa e pastorale ispirata al carisma di San Leonardo Murialdo.
Nel 2000, in occasione del centenario della morte del fondatore, padre Pierini ricevette una lettera di riconoscimento da Papa Giovanni Paolo II, indirizzata direttamente a lui e alla famiglia giuseppina, sottolineando il valore della loro opera educativa nella Chiesa.

## Morte
Padre Luigi Pierini è deceduto il 20 settembre 2016.